# Müveddet Kadın
Müveddet Kadın (turco ottomano: مودت قادین, lett. "resiliente", nata Şadiye Çıhçı, dopo il 13 giugno 1949 Müveddet Çiftçi; Izmit, 12 ottobre 1893 – Istanbul, 21 dicembre 1951) è stata la terza consorte del sultano ottomano Mehmed VI.

## Origini
Müveddet Kadın nacque come Şadiye Çıhçı il 12 ottobre 1893 a İzmi. Era abcasa, figlia di Kato Davud Bey Çıhçı e Ayşe Hanım. Aveva un fratello, Mustafa Bey, padre di Nevvare Hanım.
A nove anni, venne inviata alla corte ottomana di Istanbul, a Palazzo Dolmabahçe, sotto la tutela di sua zia Habibe Hanım, capo tesoriera di Şehzade Mehmed Vahdeddinin (futuro Mehmed VI). Qui cambiò nome in Müveddet e venne messa a servizio di Şayeste Hanım, una delle vedove del sultano Abdülmecid I, rispettivamente madre adottiva e padre di Mehmed VI.

## Primo matrimonio
Müveddet sposò Mehmed il 24 aprile 1911 a villa Çengelköy. Fu la sua terza consorte, dopo Nazikeda e Inşirah, dalla quale aveva divorziato nel 1909. Un anno dopo, partorì il suo unico figlio, unico maschio e ultimogenito di Mehmed.
Nel 1918, soffrì molto quando Mehmed decise di sposare anche sua nipote Nevvare Hanım, malgrado Müveddet abbia cercato di opporsi in ogni modo.
Due settimane dopo, il 3 luglio,  Mehmed salì al trono come Mehmed VI e Müveddet venne nominata Seconda Consorte, col titolo di Müveddet Kadın. Delle quattro consorti che Mehmed ebbe durante il suo regno, Müveddet fu l'unica, oltre a Nazikeda, a ottenere il titolo di Kadın, probabilmente concessole in quanto madre dell'unico figlio maschio del sultano. Questo è insolito, in quanto solitamente il titolo di Kadın era dato almeno alle prime quattro mogli di un sultano ottomano.
Müveddet venne descritta come una donna alta, con occhi azzurri e capelli rosso ramati. Era timida, laboriosa e di buon cuore, ed era amata e rispettata da tutti, compresa la Prima Consorte Nazikeda Kadın e le sue due figlie, che la chiamavano "Mini Anne", ovvero "piccola madre".
Nel 1922 Mehmed VI venne deposto ed esiliato, e suo figlio andò con lui. Müveddet, insieme alle altre consorti, fu imprigionata due anni nel Palazzo Feriye, in condizioni misere, fin quando non venne liberata nel 1924, all'esilio della dinastia ottomana. Müveddet, insieme a Nazikeda, decise di raggiungere suo marito a Sanremo, in Italia, dove rimase fino alla morte di Mehmed nel 1926.

## Secondo matrimonio
Dopo essere rimasta vedova, si trasferì prima in Francia dalla figliastra Ulviye Sultan e in seguito, nel 1929, ad Alessandria d'Egitto, dove incontrò e sposò Eminpaşazade Şakir Bey, figlio di Emin Pasha, nel 1932. Suo figlio non accettò mai le nozze e i rapporti fra i due si incrinarono, dal momento che suo figlio si rifiutò di vederla ancora. La coppia divorziò il 28 febbraio 1936.

## Ultimi anni e morte
La morte improvvisa di suo figlio nel 1944 la fece cadere una profonda depressione, da cui non si riprese mai. Essendole stato revocato l'esilio nel 1948, tornò a Istanbul, dove visse in una stanza della vecchia villa Çengelköy, la stessa dove si era sposata con Mehmed. Il 13 giugno 1949 ottenne la cittadinanza turca, col nome di Müveddet Çiftçi. Morì il 20 dicembre 1951 nella sua stanza e fu sepolta nel mausoleo nel cortile della villa.

## Discendenza
Da Mehmed VI, ebbe un figlio:
- Şehzade Mehmed Ertuğrul (5 novembre 1912 - 2 luglio 1944). Ultimogenito e unico maschio di Mehmed, non si sposò né ebbe figli.

## Nella cultura popolare
- È un personaggio del romanzo storico di T. Byram Karasu, Of God and Madness: A Historical Novel (2007)[1]